# バーラム (競走馬)
バーラム（欧字名:Bahram、1932年4月13日 - 1956年1月）は、イギリスの競走馬である。1935年にアイシングラス以来となる不敗でのイギリスクラシック三冠を達成した。
また、父ブランドフォードの系統を21世紀へと繋いだモンズーンの祖先である。

## 生涯
デビューする前は弱々しく病弱で、風邪から肺炎を起こしたこともある。性格も集中力が無く、調教でもやるきの無いそぶりを見せるほどで、見るところと言えば16.2ハンドの素晴らしい馬体ぐらいであった。アーガー・ハーン3世はこの馬にサセックスの海難事故で死亡したガージャール朝イランの王族バフラーム・ミールザー・サルダール・マスウードに因み「バーラム」と名づけた。
調教では仕上がらないので、フランク・バタース調教師はレースに出して仕上げる事にした。調教代わりに使ったはずだったがレースに出ると一変し、21倍の人気薄で出走したナショナルブリーダーズプロデュースステークスでは僚馬セフト（のち日本に輸入され、種牡馬として多数の活躍馬を輩出した）を抑えていきなり高賞金のレースに勝ってしまった。この年はジムクラックステークス、ミドルパークステークスなどにも勝ち5戦無敗で終えている。
翌年は体調を崩し2000ギニーに直行。2番人気に推されると、セフトを1馬身半差下してまず一冠目を獲得、続くエプソムダービーでも圧倒的な人気に応え2馬身差で快勝した。その後はセントジェームズパレスステークスに向かい、圧倒的な１番人気に応えて勝利した。三冠を目指し、残る秋のセントレジャーステークスに備えるため休養に入ったが、８月にインフルエンザが流行したことが影響し、調整が遅れたことにより再び体調を崩しセントレジャーステークスに直行することになる。インフルエンザの流行で僅か8頭立てとなったセントレジャーステークスでは、大観衆の前で5馬身差の圧勝を収め、史上14頭目のイギリスクラシック三冠を達成した。無敗での達成は史上3頭目の快挙であった。そしてセントレジャーステークスを最後に引退し、種牡馬入りした。
種牡馬入りしてからのバーラムはビッグゲーム、ターカン等の優秀馬を輩出したが、当初の期待ほどの成績を残せず第二次世界大戦の影響もありアメリカ合衆国に輸出された。アメリカでは全くの不振で、5年後にアルゼンチンに輸出され、1956年に死亡した。

## 競走成績
- 1934年（5戦5勝）
  - ミドルパークステークス、ナショナルブリーダーズプロデュースステークス、ジムクラックステークス
- 1935年（4戦4勝）
  - エプソムダービー、セントレジャーステークス、2000ギニー、セントジェームスパレスステークス

## 主な産駒
- ビッグゲーム（英語版）（2000ギニー、チャンピオンステークス）
- ターカン（英語版）（セントレジャーステークス）
- ペルシアンガルフ（コロネーションカップ）

## 血統表
| バーラムの血統                  | バーラムの血統                                                            | バーラムの血統                                                            | （血統表の出典）                                                          | （血統表の出典）  |
| 父系                            | ブランドフォード系                                                        | ブランドフォード系                                                        | ブランドフォード系                                                        | [ § 2 ]           |
| 父 Blandford 1919 黒鹿毛        | 父の父Swynford 1907 黒鹿毛                                                | John o'Gaunt                                                              | Isinglass                                                                 | Isinglass         |
| 父 Blandford 1919 黒鹿毛        | 父の父Swynford 1907 黒鹿毛                                                | John o'Gaunt                                                              | La Fleche                                                                 |                   |
| 父 Blandford 1919 黒鹿毛        | 父の父Swynford 1907 黒鹿毛                                                | Canterbury Pilgrim                                                        | Tristan                                                                   | Tristan           |
| 父 Blandford 1919 黒鹿毛        | 父の父Swynford 1907 黒鹿毛                                                | Canterbury Pilgrim                                                        | Pilgrimage                                                                |                   |
| 父 Blandford 1919 黒鹿毛        | 父の母Blanche 1912 鹿毛                                                   | White Eagle                                                               | Gallinule                                                                 | Gallinule         |
| 父 Blandford 1919 黒鹿毛        | 父の母Blanche 1912 鹿毛                                                   | White Eagle                                                               | Merry Gal                                                                 |                   |
| 父 Blandford 1919 黒鹿毛        | 父の母Blanche 1912 鹿毛                                                   | Black Cherry                                                              | Bendigo                                                                   | Bendigo           |
| 父 Blandford 1919 黒鹿毛        | 父の母Blanche 1912 鹿毛                                                   | Black Cherry                                                              | Black Duchess                                                             |                   |
| 母 Friar's Daughter 1921 黒鹿毛 | 母の父Friar Marcus 1912 鹿毛                                              | Cicero                                                                    | Cyllene                                                                   | Cyllene           |
| 母 Friar's Daughter 1921 黒鹿毛 | 母の父Friar Marcus 1912 鹿毛                                              | Cicero                                                                    | Gas                                                                       |                   |
| 母 Friar's Daughter 1921 黒鹿毛 | 母の父Friar Marcus 1912 鹿毛                                              | Prim Nun                                                                  | Persimmon                                                                 | Persimmon         |
| 母 Friar's Daughter 1921 黒鹿毛 | 母の父Friar Marcus 1912 鹿毛                                              | Prim Nun                                                                  | Nunsuch                                                                   |                   |
| 母 Friar's Daughter 1921 黒鹿毛 | 母の母Garron Lass 1917 鹿毛                                               | Roseland                                                                  | William the Third                                                         | William the Third |
| 母 Friar's Daughter 1921 黒鹿毛 | 母の母Garron Lass 1917 鹿毛                                               | Roseland                                                                  | Electric Rose                                                             |                   |
| 母 Friar's Daughter 1921 黒鹿毛 | 母の母Garron Lass 1917 鹿毛                                               | Concertina                                                                | St. Simon                                                                 | St. Simon         |
| 母 Friar's Daughter 1921 黒鹿毛 | 母の母Garron Lass 1917 鹿毛                                               | Concertina                                                                | Cosmic Song                                                               |                   |
| 母系(F-No.)                     | 16号族(FN:16-a)                                                           | 16号族(FN:16-a)                                                           | 16号族(FN:16-a)                                                           | [ § 3 ]           |
| 5代内の近親交配                 | St. Simon：M4×S5×M5×M5=15.63%, Isonomy：S5×S5=6.25%, Galopin：S5×M5=6.25% | St. Simon：M4×S5×M5×M5=15.63%, Isonomy：S5×S5=6.25%, Galopin：S5×M5=6.25% | St. Simon：M4×S5×M5×M5=15.63%, Isonomy：S5×S5=6.25%, Galopin：S5×M5=6.25% | [ § 4 ]           |
| 出典                            | 1. 2. 3. 4.                                                               | 1. 2. 3. 4.                                                               | 1. 2. 3. 4.                                                               | 1. 2. 3. 4.       |

兄Dasturは愛ダービー馬で、3代母Consertinaの子にプラッキーリエージュがおり、牝系が繁栄している。
主な近親:
- 母 Friar's Daughter (牝 1921 Friar Marcus) 
  - Fille d'Amour (牝 1926 Hurry On) 
    - Fille de Poete (牝 1935 Firdaussi)
    - The Phoenix (牡 1940 Chateau Bouscaut)
    - Straight Verse (牝 1946 Straight Deal)

  - Fille de Salut (牝 1928 Sansovino) 
    -  Ephrata (牝 1934 Bishop's Rock)
    -  Corsica (牝 1940 Brantome)
    - Fille de Soleil (牝 1935 Solario) 
      - Sunny Boy (牡 1944 Jock)
      - Bellatrix (牝 1948 Victrix)
      - ペルセポリスII (牝 1956 Caracalla)

    - Fakhry (牝 1940 Mahmoud) 
      - Pharoah's Daughter (牝 1953 Tantieme)
      - プリンセスバドウラ (牝 1954 栗毛 Pardal)
      - Relict (牝 1958 Relic)
      - スワンズウッドグローヴ (牝 1960 黒鹿毛 Grey Sovereign)

    - Estrellita (牝 1941 Mahmoud) 
      - Boodley (牝 1950 Borealis)

  - Dastur (牡 1929 Solario)
  - Bahram (牡 1932 Blandford)
  - Sadruddin (牡 1935 Solario)
  - Alrabia (牝 1937 Blenheim) 
    - Lobelia (牝 1954 Niccolo Dell'Arca)
    - ワラバ (牝 1959 黒鹿毛 Wild Risk)
    - ラスラ (牝 1962 黒鹿毛 Relic)
    - Begonia (牝 1963 Buisson Ardent)
    - ヴエレジア (牝 1967 鹿毛 Vieux Manoir)
    - Loanda (牝 1968 Reliance)

  - Muzloom (牡 1939 Mahmoud)